# Slobozia (okręg Buzău)
Slobozia – wieś w Rumunii, w okręgu Buzău, w gminie Cătina. W 2011 roku liczyła 194 mieszkańców.